# Apostolo Zeno
Apostolo Zeno (Veneza, 11 de dezembro de 1668 — Veneza, 11 de novembro de 1750) foi um erudito libretista italiano. Foi um dos responsáveis pela chamada "primeira reforma da ópera", iniciada por ele na virada entre os séculos XVII e XVIII e continuada por Metastasio. Seus textos foram musicados por compositores renomados da chamada opera seria até serem totalmente superados pelos libretos de Metastasio.

## Carreira de libretista
Sua mãe, Caterina Sevasto, pertencia a uma família nobre e poderosa, de origem grega. Zeno Viveu mais de oitenta anos, dedicando-se intensamente a atividades variadas como poesia, jornalismo e discussões literárias. Sua carreira de libretista começou em 1695 com o texto Gli Inganni Felici, o qual obteve grande sucesso e o projetou no meio operístico. Seguiram-se outros trinta e cinco libretos musicados por compositores como Nicola Porpora (1686-1768), Tomaso Albinoni (1671-1751), Baldassare Galuppi (1706-1785), além de Johann Adolph Hasse, Alessandro Scarlatti e Antonio Vivaldi, dentre outros. Sua paixão pelo estudo da História fez com que ele fosse o primeiro a introduzir temas históricos não religiosos nos enredos de óperas italianas, superando a excessiva dependência em relação aos argumentos retirados da mitologia antiga. Na mesma linha, ele escreveu ainda textos para dezessete oratórios.
Zeno foi influenciado pela difusão da tragédia francesa, tendo feito uso de algumas dessas obras como modelos para seus textos. Assim, por exemplo, o enredo de sua lphigenia, texto musicado por Antonio Caldara (1670-1736) em 1718, foi tomado de empréstimo da obra homônima do poeta francês Jean Racine (1639-1699) e usada muito livremente por Zeno em sua adaptação para a ópera.
Zeno condenava de forma veemente o uso de enredos irrealistas e caricatos na ópera de seu  tempo. Por isso defendeu o uso de textos mais dignos de desenvolvimentos mais verossímeis. Nesse sentido, a reforma que promoveu com seus libretos visou resgatar, em parte, o espírito original da ópera como concebido quase cem anos antes. Assim, afastando os elementos fantásticos, propôs que se observasse a unidade de tempo e espaço, dando clareza ao desenvolvimento do enredo. Ele também reduziu o número de personagens e de cenas e eliminou os papéis cômicos caricatos.
Zeno foi convidado para Viena pelo imperador Carlos VI, onde foi investido com os dois empregos com atribuições aparentemente opostas: historiador imperial e poeta da corte, cargos que ocupou entre 1718 e 1729.

## À sombra de Metastasio
Zeno morreu em 1750 aos 81 anos, mas seu último libreto data de 1729. Nos anos finais de vida, continuou produzindo trabalhos eruditos, alguns dos quais foram publicados apenas depois de sua morte. Sua contribuição para a reforma da ópera na virada do século XVII e primeiras décadas do século XVIII foi de extrema importância. No entanto, seu brilho foi quase completamente ofuscado por Metastasio, seu sucessor no posto de poeta da corte imperial de Viena.
Muito embora Zeno tenha restaurado a estrutura da ópera barroca, corrigindo os excessos decadentes da fase anterior, a obra de Metastasio, além de seguir precisamente a mesma linha, tinha méritos poéticos muito superiores aos de Zeno. Nenhum outro libretista teve sua obra tão amplamente musicada quanto Metastasio. Mas as bases da primeira reforma foram lançadas, indiscutivelmente, por Apostolo Zeno.

## Trabalhos

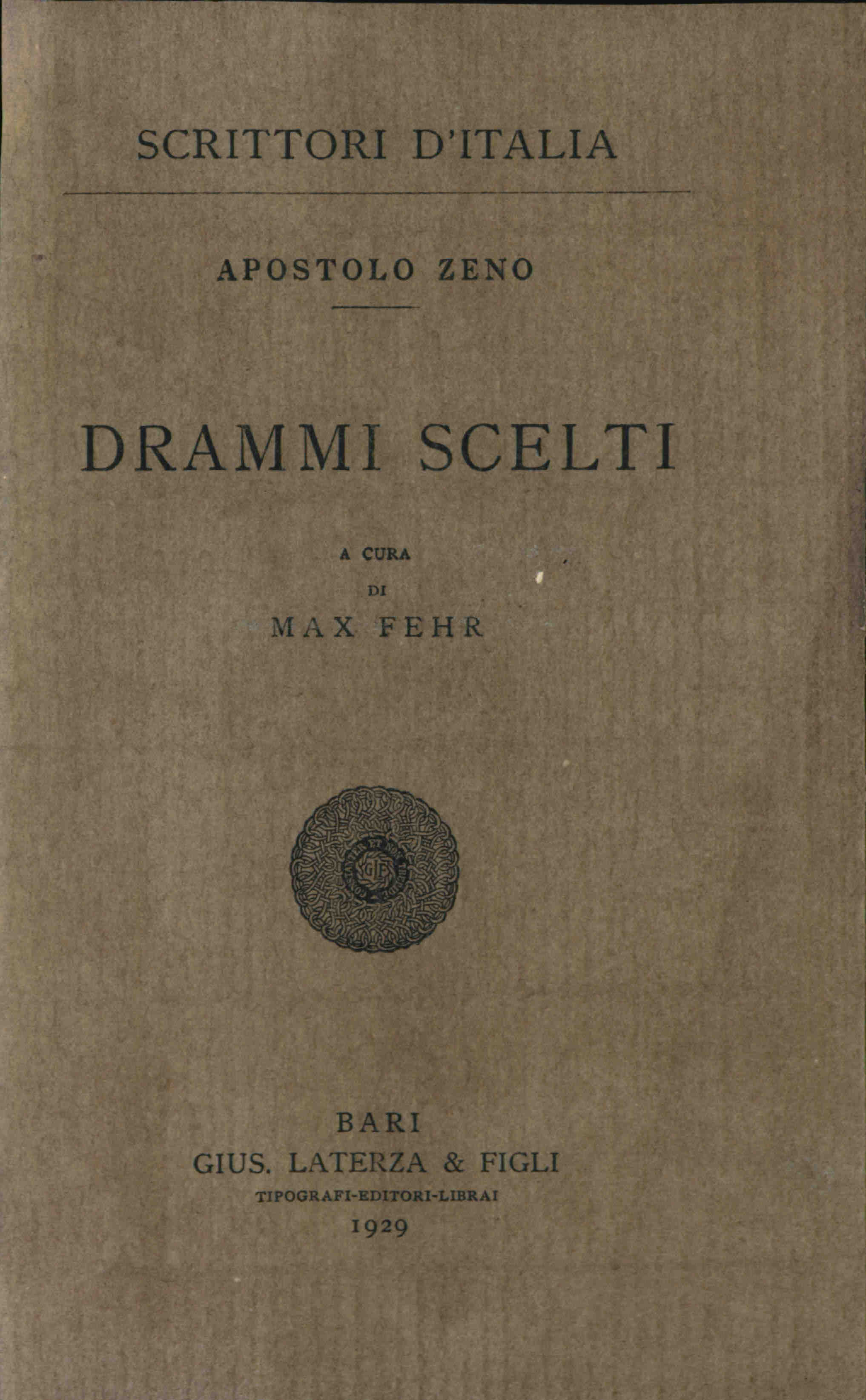
Drammi scelti

- Eumene (1697), texto musicado por Gasparini, Porpora, Albinoni e Jommelli
- Lucio Vero (1700), texto musicado por Albinoni, Gasparini, Galuppi, Jommelli e Traetta
- Griselda (1701), texto musicado por Albinoni, Predieri, Scarlatti (Griselda, (1721) e Vivaldi
- L’amor generoso (1707), texto musicado por Gasparini, Vivaldi e Galuppi
- Flavio Anicio Olibrio (em co-autoria com Pariati, 1708), texto musicado por Gasparini, Porpora e Jommelli
- Merope (1711), texto musicado por Gasparini, Predieri, Vivaldi, Jommelli, Gassmann e Traetta
- Lucio Papirio dittatore (1719), texto musicado por Caldara, Hasse, Graun, Galuppi, Paisiello, Anfossi e Cherubini
- Caio Fabbrizio (1729), texto musicado por Caldara, Hasse e Graun